# Zbrojovka Brno (piłka nożna kobiet)
FC Zbrojovka Brno – czeski klub piłki nożnej kobiet, mający siedzibę w mieście Brno, w południowo-wschodniej części kraju. W latach 2006–2013 i 2016–2017 występował w rozgrywkach 1. ligi žen.

## Historia
Chronologia nazw:
- 2006: 1. FC Brno
- 2011: FC Zbrojovka Brno
- 2018: klub rozwiązano – po fuzji z SK Líšeň

Kobieca drużyna piłkarska 1. FC Brno została założona w Brnie w 2006 roku po transferze zawodniczek i sztabu szkoleniowego z DFC Zeman Medlánky, wraz z licencją pierwszej ligi. Stało się tak, gdy kierownik sekcji kobiecej Pan inż. Miloslav Veselý podpisał umowę z ówczesnym właścicielem wielosekcyjnego klubu 1. FC Brno, Panem Romanem Prosem. W sezonie 2006/07 drużyna kobiet startowała w rozgrywkach 1. ligi, zajmując 6. miejsce. W 2007 roku klub piłkarski Lokomotiva Brno Horní Heršpice ze wszystkimi zawodnikami dołączył do klubu 1. FC Brno. Dzięki temu transferowi dywizja została poszerzona o kobiecą drużynę rezerwową tzw. B, która grała w II lidze kobiet. W kolejnym sezonie 2007/08 zawodniczki zajęły 4. miejsce, tuż za Spartą Praga, Slavią Praga i FC Slovácko. W sezonie 2008/09 drużyna zajęła 6.miejsce, w 2009/10 uplasowała się na 4. miejscu w tabeli, a w sezonie 2010/11 spadła na 7. miejsce.
w 2011 roku klub zmienił nazwę sekcji na FC Zbrojovka Brno, ponieważ przybył nowy właściciel. Wszyscy zawodnicy kontynuowali treningi w Brněnské Ivanovice na boisku TCM.
W sezonie 2011/12 kobieca drużyna zajęła czwarte miejsce. Niestety po tym sezonie wiele zawodniczek opuściło drużynę z powodu kontuzji, zakończenia naprzemiennych startów, czy też wyjazdów zagranicznych, co znalazło odzwierciedlenie w kolejnym sezonie 2012/13, kiedy to kobiety zajęły ostatnie miejsce w tabeli. W barażu o występy w pierwszej lidze zawodnicy z Brna zmierzyli się z zwycięzcami 2. ligi Bohemians Praga. Ostatecznie dwa mecze barażowe zakończyły się remisem, a w rzutach karnych Brnianki przegrali i spadli do 2. ligi. W następnym sezonie 2013/14 zawodniczki zajęły 1.miejsce w 2.lidze, więc ponownie znalazły się w fazie play-off. Tym razem panie ze Zbrojovki zmierzyły się z Slovan Liberec. Niestety w barażu Zbrojovka przegrała oba mecze - u siebie 1:2 i na wyjeździe 2:3. W sezonie 2014/15 piłkarki ponownie zajęli pierwsze miejsce w 2.lidze. W fazie play-off kobiety rozegrały dwa mecze z Duklą Praga. Mecz u siebie zakończył się remisem 1:1, a w Pradze był wynik 0:0. Dzięki bramce zdobytej w Brnie piłkarki Dukli awansowały do 1.ligi.
Sezon 2015/2016 był bardzo emocjonujący. Zbrojovka zajęła drugie miejsce w tabeli rundy zasadniczej, tuż za FC Hradec Králové, który pokonał w barażach drużynę SK DFO Pardubice. W rundzie finałowej spadł jednak na trzecie miejsce. Mimo to, klub również otrzymał promocję do pierwszej ligi, ponieważ Bohemians Praga, który nie miał wystarczającej liczby zawodników, wycofał się z 1.ligi. W sezonie 2016/17 zawodniczki Zbrojovki nie radziły sobie najlepiej w pierwszej lidze. Zawodnicy rozegrali 20 meczów, z których wygrali tylko dwa, a pozostałe przegrali. A tak jak tym sezonie baraże zostały odwołane, to tym samym automatycznie zespół spadł do drugiej ligi. W sezonie 2017/18 zajął 5.miejsce w drugiej lidze.
Latem 2018 roku z powodu braku zawodniczek w drużynach juniorskich nastąpiła fuzja z kobiecą drużyną SK Líšeň, grając potem pod szyldem SK Líšeň.

## Barwy klubowe, strój, herb, hymn
|  |  |  |

Klub ma barwy czerwono-biało-niebieskie. Piłkarki domowe spotkania zazwyczaj grają w pasiastych biało-czerwonych koszulkach, niebieskich spodenkach oraz białych getrach.

## Sukcesy

### Trofea międzynarodowe
Klub nigdy nie zakwalifikował się do rozgrywek europejskich.

### Trofea krajowe
| \| \| Zdobyte trofea w rozgrywkach Czech (stan na: 31-05-2023) \| |                                                          |      |                                    |
| Rozgrywki                                                         | Osiągnięcie                                              | Razy | Sezon(y)                           |
| Mistrzostwo                                                       | I miejsce                                                | 0    |                                    |
| Mistrzostwo                                                       | II miejsce                                               | 0    |                                    |
| Mistrzostwo                                                       | III miejsce                                              | 0    |                                    |
| Mistrzostwo                                                       | 4.miejsce                                                | 3    | 2007/08, 2009/10, 2011/12          |
| Puchar                                                            | zdobywca                                                 | 0    |                                    |
| Puchar                                                            | finalista                                                | 0    |                                    |
| Puchar                                                            | ćwierćfinalista                                          | 4    | 2011/12, 2013/14, 2015/16, 2016/17 |
| II liga                                                           | I miejsce                                                | 2    | 2013/14, 2014/15                   |
| II liga                                                           | II miejsce                                               | 0    |                                    |
| II liga                                                           | III miejsce                                              | 1    | 2015/16                            |
| Czechy                                                            | Zdobyte trofea w rozgrywkach Czech (stan na: 31-05-2023) |      |                                    |

## Poszczególne sezony

### Rozgrywki międzynarodowe

#### Europejskie puchary
Nie uczestniczył w rozgrywkach europejskich.

### Rozgrywki krajowe
| \| Czechy \| Bilans występów klubu w rozgrywkach piłkarskich Czech (Stan na 31 maja 2023 r.) \| \| |                                                                                 |        |       |   |   |   |    |    |     |                    |        |        |      |
| Poziom                                                                                             | Rozgrywki                                                                       | Sezony | Mecze | Z | R | P | B+ | B– | Pkt | Lata               | Awanse | Spadki | Naj. |
| I                                                                                                  | 1. liga žen                                                                     | 8      |       |   |   |   |    |    |     | 2006–2013, 2016/17 | 0      | 2      | 4    |
| II                                                                                                 | 2. liga žen                                                                     | 4      |       |   |   |   |    |    |     | 2013–2016, 2017/18 | 1      | 0      | 1    |
| | Puchar Czech                                                                    | 11     |       |   |   |   |    |    |     | 2007–2018          | 0      | 0      | 1/4  |
| Czechy                                                                                             | Bilans występów klubu w rozgrywkach piłkarskich Czech (Stan na 31 maja 2023 r.) |        |       |   |   |   |    |    |     |                    |        |        |      |

## Piłkarki, trenerzy, prezydenci i właściciele klubu

### Trenerzy
- 2006–201?:  Miloslav Veselý

...
- 201?–2018:  Michal Odehnal

## Struktura klubu

### Stadion
Drużyna rozgrywała swoje mecze domowe na boisku Fotbalové centrum Brněnské Ivanovice w Brno o rozmiarach 105x68 m, który może pomieścić 800 widzów.

## Kibice i rywalizacja z innymi klubami

### Derby
- 1. FC Slovácko
- FC Olomouc